# Churning
Churning je velmi nebezpečná brokerská praktika zaměřená zejména na málo informované klienty. Cílem je nadměrným obchodováním získat z klienta peníze na poplatcích, případný zisk nebo ztráta klienta obchodníka nezajímá.
Typický „modus operandi“ je takový, že obchodník navolává klienty a slibuje jim vysoké zisky, často se zaštiťuje významnými společnostmi, jejichž akcie nabízí. Poté, co klient uzavře smlouvu a vloží peníze, je mu doporučeno nakoupit nějaké cenné papíry a během několika dní je mu doporučeno je prodat a nakoupit jiné. Vše se děje ve velmi vypjaté atmosféře „je to jedinečná nabídka, všichni kupují“ nebo „je to obrovský průšvih, musíte okamžitě prodat“ a velmi často se frekvence stále zrychluje, až přejde až na denní bází. To vede logicky ke ztrátám a zmenšování klientova portfolia, kdy je neustále pobízen k dorovnání účtu, někdy i za cenu půjčky se slibem, že se to určitě zlepší a bylo by chybou přestat.
Cyklus končí, kdy klient takto „proobchoduje“ většinu majetku a spolupráci s firmou ukončí. Názvy firem se často mění, takže se velmi často stává, že po ukončení spolupráce s jednou volá s obdobnou nabídkou jiná. Tyto firmy neustále nabírají nové zaměstnance a to i v dobách krize, obvykle z řad nezkušených studentů či čerstvých absolventů, protože „životnost“ zaměstnance se počítá ve dnech, dle četných reportážích v TV se řada z nich nevrátí z první polední pauzy. Odměny pro zaměstnance jsou jen na základě „výkonu“ (tj. jak velký majetek přiměli klienta investovat a kolik z něj dokázali získat na poplatcích).